# Paul Wellnitz
Paul Wellnitz (ur. 3 czerwca 1912, zm. 22 października 1948 w Gdańsku) – zbrodniarz nazistowski, członek załogi niemieckiego nazistowskiego obozu koncentracyjnego Stutthof i SS-Rottenführer.
W drugim procesie załogi obozu przed polskim Sądem Okręgowym w Gdańsku skazany został na karę śmierci. Wyrok wykonano przez powieszenie 22 października 1948.